# Gimojan jezici
Gimojan jezici, jedan od dva ogranka gonga-gimojan jezika iz Etiopije, koju čine zajedno s 4 gonga jezika. Sastoji se od skupina: a) janjero, s tek jednim jezikom, yemsa [jnj], i b) ometo-gimira s 12 jezika, koju čine uže skupine Chara (jezik Chara [cra]), Gimira (jezik bench), i ometo sa (10) jezika

## Vanjske poveznice
- Ethnologue (14th)
- Ethnologue (15th)